# Daniel von Peharnik-Hotkovich

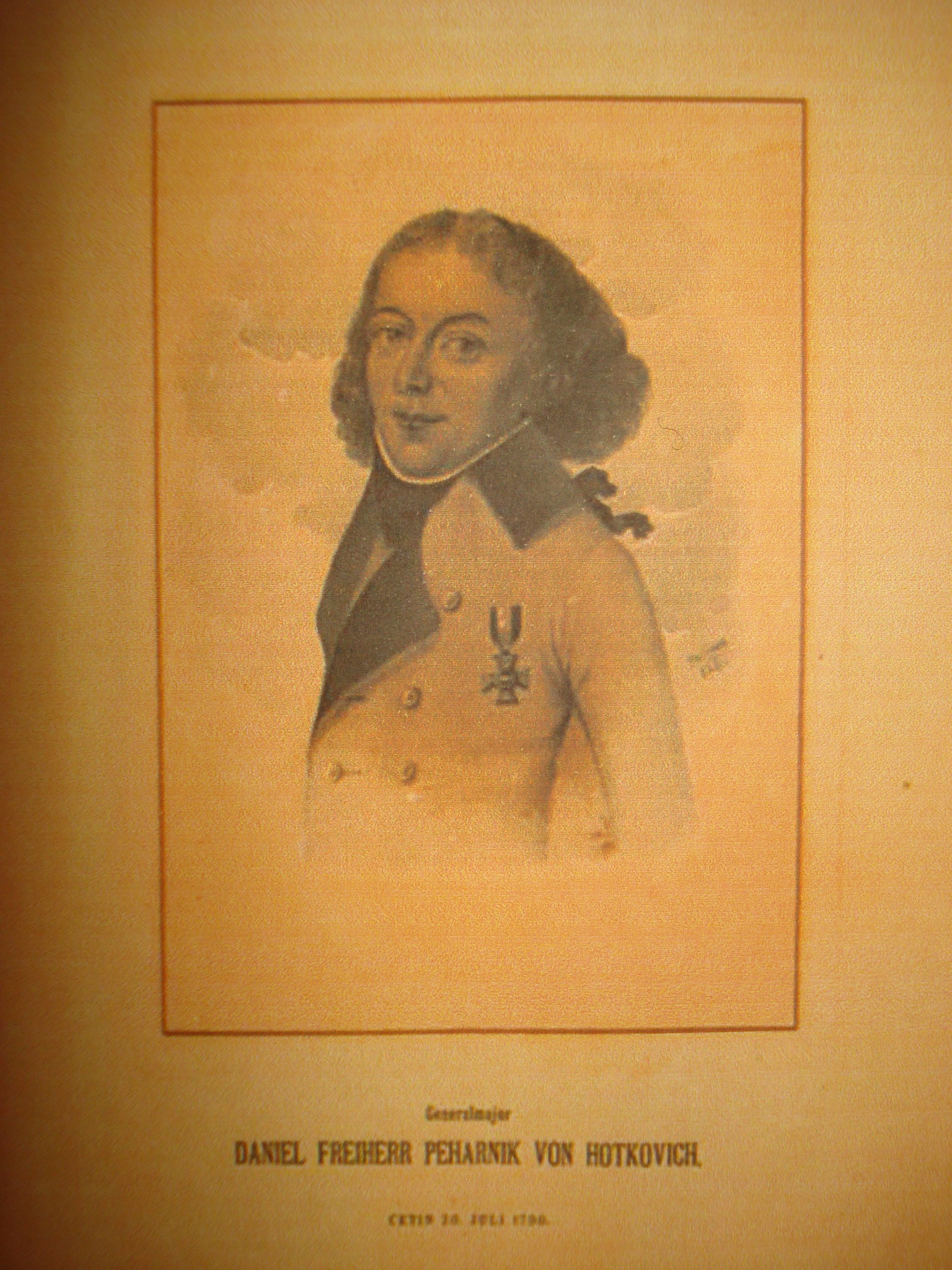
Daniel Freiherr von Peharnik-Hotkovich

Daniel Freiherr von Peharnik-Hotkovich (kroat. barun Daniel Peharnik-Hotković), (* 1745 in Šipak (heute Budrovci Draganićki bei Karlovac), Kroatien; † 4. September 1794 in Wien) war ein kroatischer Adliger, österreichischer General und Ritter des Militär-Maria-Theresia-Ordens.

## Leben
Peharnik-Hotkovich entstammte einer kroatisch-ukrainischen Familie, deren Mitglieder seit mehr als drei Jahrhunderten in verschiedenen Heeren gedient hatten. Er trat 1762 im Alter von 17 Jahren in das von Graf Benvenuto Sigmund von Petazzi zwei Jahre zuvor neu aufgestellte Szluiner Regiment ein. Innerhalb von sieben Jahren (mit 24 Jahren) wurde er zum Hauptmann befördert und vier Jahre später, 1773, zum Major bei den Liccanern gemacht.
Im bayerischen Erbfolgekrieg war er bereits Oberstleutnant; bei Komeise überfiel er in der Nacht vom 16. auf den 17. September 1778 ein preußisches Bataillon, vertrieb den Gegner von den dominierenden Anhöhen bei Mösnig nahe Jägerndorf und steckte dessen Blockhäuser in Brand. Von neuem zeichnete er sich am 26. November im Gefecht bei Weißkirchen, aus. Im Jahre 1783 wurde Peharnik Oberst im Regiment und im Jahre 1786 in gleicher Eigenschaft zu den Ogulinern versetzt. Zwei Jahre später begann der Türkenkrieg.

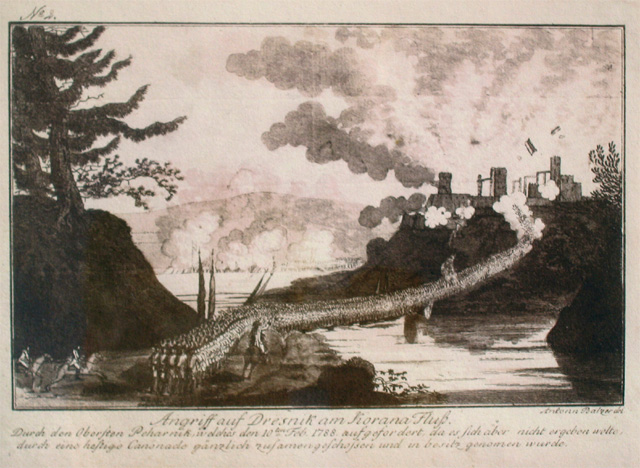
Angriff auf Dresnik (kroat. Drežnik)

Bald nach Eröffnung der Feindseligkeiten, am 9. Februar 1788, schickte Peharnik seinen 22-jährigen Sohn als Parlamentär mit einem Trompeter an den türkischen Kommandanten der Burg Drežnik, um ihn zur Übergabe aufzufordern. Der Feind empfing beide mit Schüssen und Peharniks Sohn büßte bei dieser Mission sein Leben ein. Nun ließ Peharnik die Burg zwei Tage lang bombardieren, erzwang die Übergabe und machte 178 Gefangene. Bald darauf begleitete er Kaiser Joseph II., der an das tapfere Regiment eine Geldbelohnung verteilen ließ, bis nach Drežnik.
Einen Versuch der Türken im April, Drežnik wieder zu nehmen, wehrte Peharnik mit seinen Streitkräften ab, wobei er mit aller Entschiedenheit vorging. Bei Bihacz (kroat. Bihać) hielt er mit seinem in einem Viereck aufgestellten Regiment zwei Stunden lang einer großen feindlichen Übermacht stand. Neue Beweise seines mit Umsicht gepaarten Heldenmutes gab er bei der Belagerung von Burg Czettin (kroat. Cetingrad) im Jahre 1790. Bevor noch die Belagerung begonnen hatte, verbrannte er alle um die Festung liegenden feindlichen Czartaken (Wachthäuser), nahm ungeachtet des heftigen Widerstandes alle dominierenden Anhöhen in den unzugänglichen türkischen Waldungen, verschanzte sie, legte an geeigneten Punkten Verhaue an und tat alles, was die Deckung des später vorrückenden Belagerungskorps sichern und erhalten konnte. Nachdem am 20. Juli die Festung in Brand gesteckt und der Sturm begonnen worden war, eilten feindliche Abteilungen herbei, um sich auf die kaiserlichen Truppen zu werfen. Peharnik besetzte mit einigen Kompanien die Laufgräben und Bresche-Batterien, aus welchen im Eifer des Kampfes die Mannschaft zum Sturme geeilt war, und dadurch deckte Peharnik den Rücken der erstürmten Bresche, wies den anrückenden Feind entschlossen zurück und sicherte den kaiserlichen Truppen den Besitz der eben genommenen Festung.

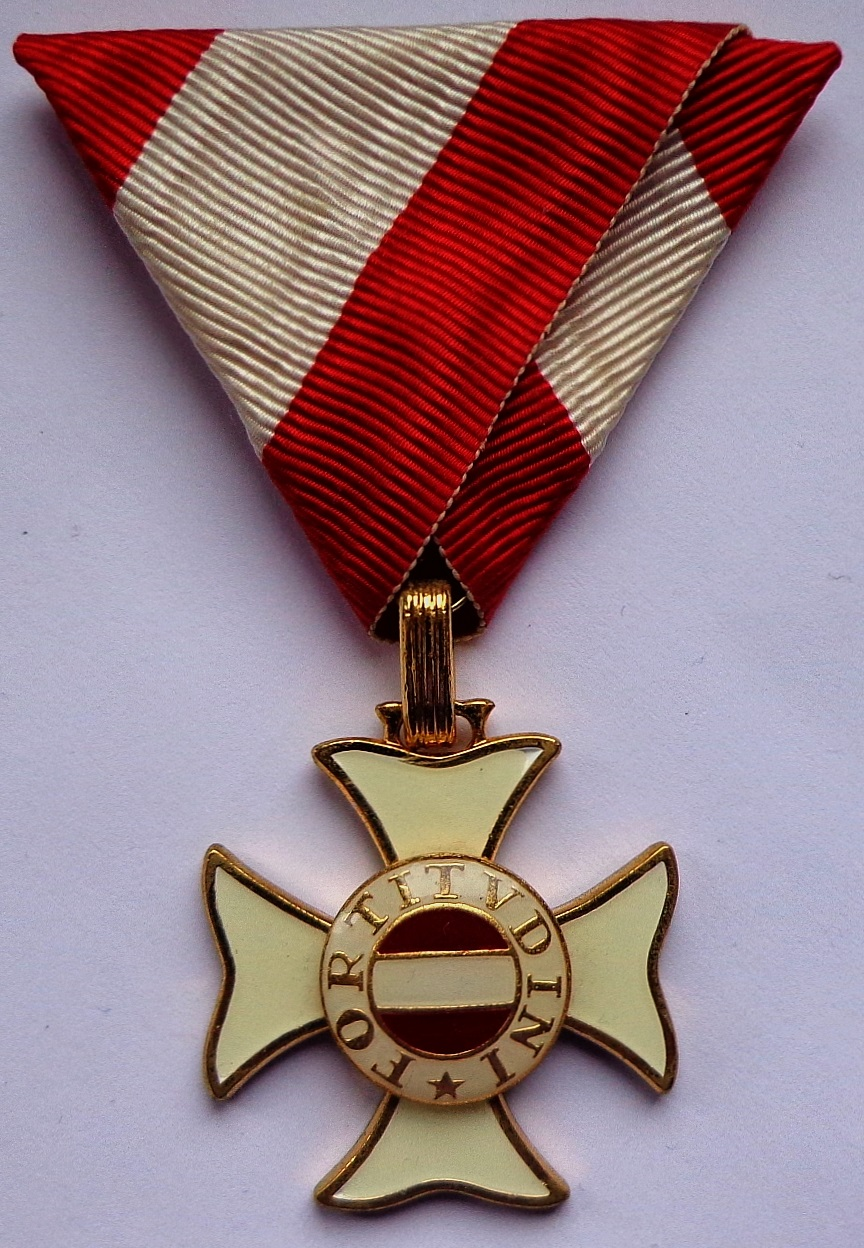
Ritterkreuz des Militär-Maria-Theresien-Ordens

Für diese Waffentaten wurde Peharnik in der 23. Promotion (vom 19. Dezember 1790) mit dem Militär-Maria-Theresien-Orden ausgezeichnet. Früher noch im Jahre 1789 war Peharnik zum Generalmajor ernannt worden und erhielt nach beendetem Kriege eine Brigade in Bellowar (kroat. Bjelovar). 
Im Jahre 1791 erfolgte seine Erhebung in den Freiherrnstand, der in Rücksicht auf seine Verdienste unter Einem den drei Söhnen seines als Major im Banal-Regimente verstorbenen Bruders Johann Nepomuk von Peharnik verliehen wurde. Von diesen diente der älteste, Adam, damals in der kaiserlichen Armee, hatte den Feldzug 1778 als Gallopin des Feldzeugmeisters Baron Joseph Nikolaus de Vins und des Feldmarschalls Laudon und die drei türkischen Feldzüge mitgemacht und sich als Hauptmann im Vukassovichschen und Gyulayschen Freicorps besonders ausgezeichnet; der zweite Nikolaus, diente in der Banalkanzlei und später als Protokollist bei der Justizstelle, der dritte aber, Franz, war Fähnrich im Graf Eduard d'Altonschen Infanterie-Regiment.
Daniel Freiherr von Peharnik-Hotkovich starb am 4. September 1794 in Wien.